# Parque Estadual da Serra de Ricardo Franco
Parque Estadual da Serra de Ricardo Franco é um parque estadual no estado de Mato Grosso, Brasil. Ele protege a borda de um planalto na fronteira com a Bolívia na região de transição do cerrado para a floresta amazônica. O parque tem sido mal protegido e está muito degradado em áreas por desmatamento e conversão em pastagem, além de ser ameaçado por posseiros ilegais, caça e queimadas.

## Localização
O Parque Estadual Serra Ricardo Franco está localizado no município de Vila Bela da Santíssima Trindade, Mato Grosso. Possui uma área de 158 621 hectares (390 000 acre(s)s). Faz fronteira com o Parque Nacional Noel Kempff Mercado na Bolívia, a oeste. A Serra de Ricardo Franco é um planalto conectado à Serra de Santa Bárbara e Serra de São Vicente, que formam a característica de relevo mais visível do centro-oeste brasileiro. O parque contém vários afluentes da margem esquerda do alto rio Guaporé. O parque abriga a cachoeira Jatobá, a mais alta do estado, com uma queda vertical de 248 metros (810 pé).
O Parque Estadual Serra Ricardo Franco foi criado pelo decreto 1.796, de 4 de novembro de 1997, com uma área de 158.620,85 hectares (392 acres). O objetivo era proteger os recursos hídricos e a viabilidade do movimento da fauna nativa, preservar amostras dos ecossistemas existentes e permitir o uso controlado pelo público.
Já havia posseiros no parque quando ele foi criado.
Foi feito um esforço para reduzir o tamanho do parque em 2003 para excluir terras usadas para atividades produtivas. Naquele ano, o governo do estado permitiu que o prazo para expropriações expirasse.

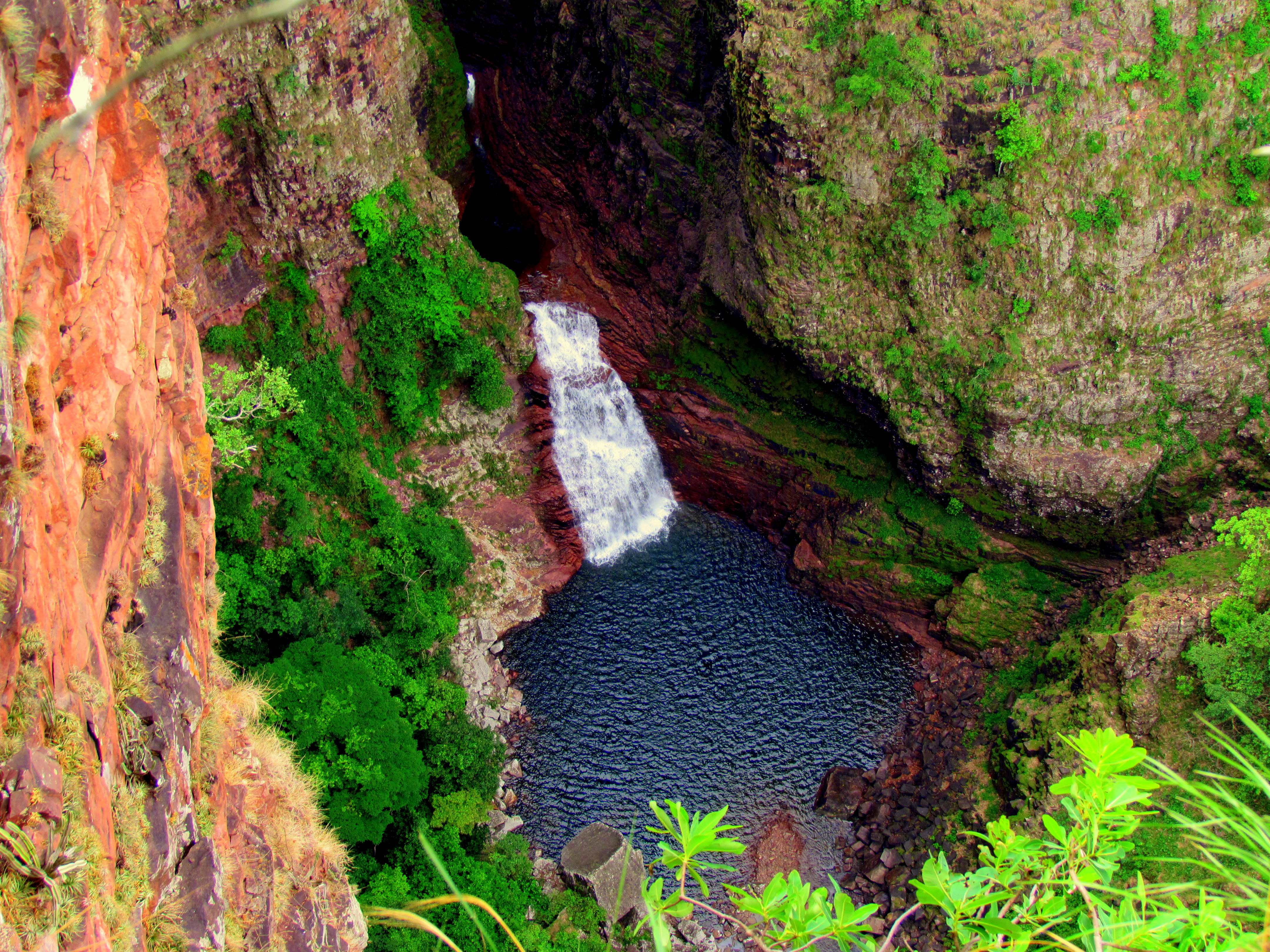
Cachoeira dos Falcões

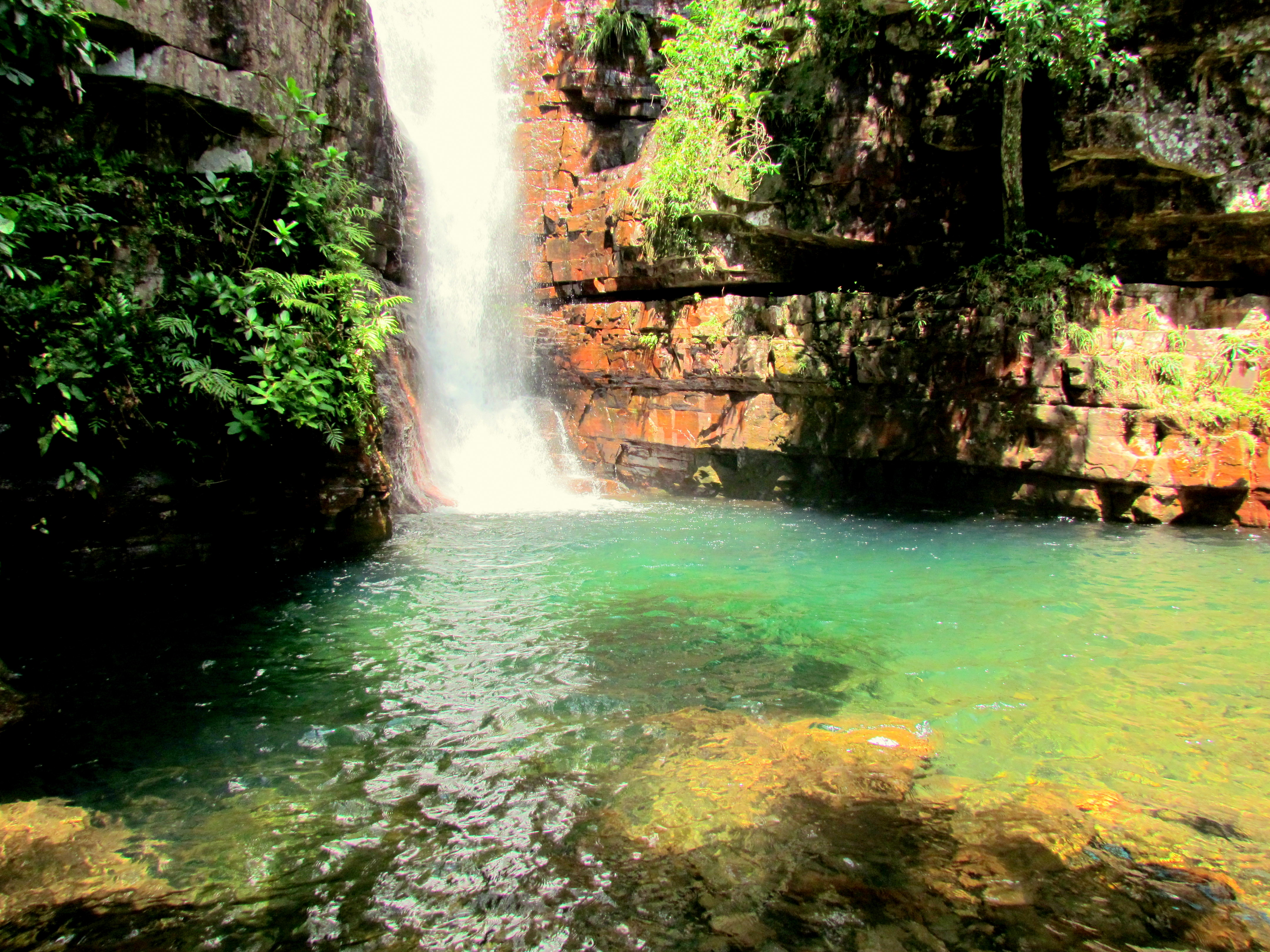
Cachoeira das Esmeraldas

Em novembro de 2004, a Fundação Estadual do Meio Ambiente (FEMA) apresentou uma proposta aprovada pelo governador do estado Blairo Maggi para reduzir o tamanho do parque em 100 000 hectares (250 000 acre(s)s) . A razão era que o governo não tinha mais dinheiro para desapropriações. As áreas seriam aquelas que haviam sido ocupadas antes da criação do parque, chegando ao pé das montanhas. Em compensação, a FEMA propôs definir uma área de proteção ambiental de 70 000 hectares (170 000 acre(s)s) em parte da área removida do parque. O prefeito do município disse que a proposta era muito interessante. Ele era a favor do parque, desde que não estivesse nas áreas produtivas e não estava preocupado com a perda de financiamento ecológico, que era pequeno em comparação com a receita das novas áreas que poderiam ser plantadas com soja.
Em 17 de outubro de 2014, os proprietários e posseiros foram convidados a enviar documentos relevantes para as propriedades do parque, pendentes de regularização fundiária. O conselho consultivo foi criado pela portaria 585, de 5 de dezembro de 2014. Em 10 de dezembro de 2015, as terras do parque foram doadas ao Estado de Mato Grosso como compensação pelo impacto ambiental da linha de transmissão de 230 kV Jauru-Porto Velho.
A SEMA identificou 35 propriedades legalizadas no parque até março de 2016. Os proprietários poderiam vender a terra diretamente ao estado ou a outros proprietários de terras no Mato Grosso que precisavam de áreas legais de conservação para compensar áreas degradadas. Em 2016, o parque foi apoiado pelo Programa de Áreas Protegidas da Região Amazônica.

## Meio ambiente

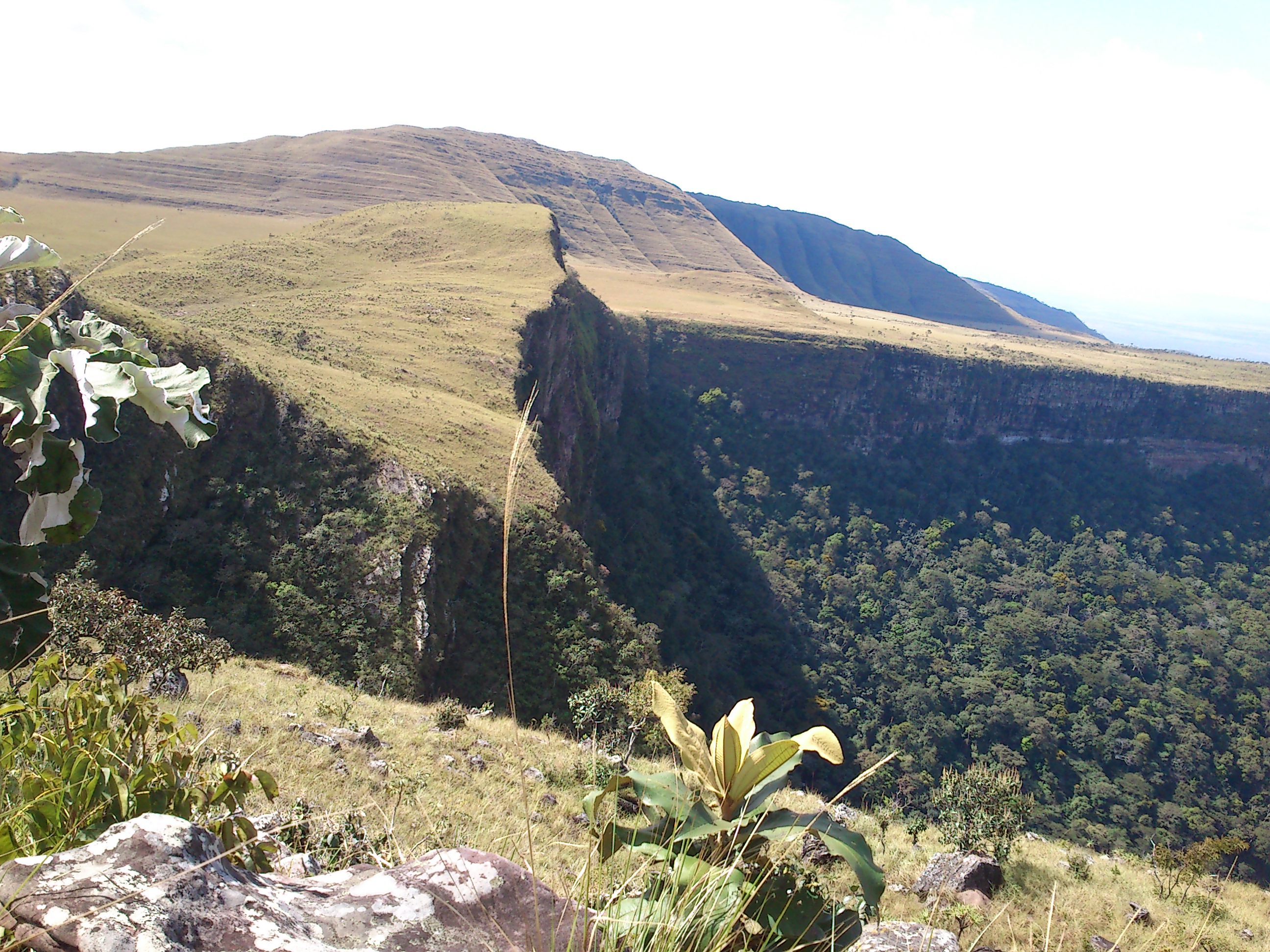
Região da Boca Negra.

O parque fica na Depressão de Guaporé. É na região ecotônica entre o cerrado brasileiro e a floresta amazônica, com paisagens únicas. Embora algumas áreas tenham sido degradadas pelas atividades humanas, ainda existem extensas áreas de floresta semidecídua sazonal, com muitas espécies da Amazônia. Existem grandes áreas de campos rochosos na margem do parque que não foram estudadas em detalhes.
O parque abriga flora e fauna típicas de ambos os biomas, incluindo animais endêmicos e ameaçados de extinção, como o tamanduá (Myrmecophaga tridactyla), a lontra neotropical (Lontra longicaudis) e a lontra gigante (Pteronura brasiliensis). As lontras são encontradas em pequenos grupos ou pares isolados ao longo do rio Guaporé. Outros mamíferos incluem macacos, onças e antas. Existem pelo menos 174 espécies de peixes. Há também um grande número de anfíbios, répteis, mamíferos e aves.

## Atividades humanas
Os principais usos conflitantes são desmatamento, queima, caça predatória e invasão por posseiros. Uma grande parte do parque foi fortemente degradada pela extração de madeira, mineração, desmatamento e queima para criar pastagens. Em novembro de 2015, funcionários da SEMA e da polícia militar procuravam no parque cerca de 40 garimpeiros ilegais que haviam se mudado para lá após serem expulsos da Serra da Borda. No entanto, o parque tem um potencial significativo de ecoturismo com caminhadas, trilhas e educação ambiental. Isso estimularia a economia local com demanda por acomodações, restaurantes, guias e assim por diante. Em 2016, apenas o circuito de trilhas da cachoeira dos Namorados estava aberto, uma área amplamente utilizada pelos moradores locais.